# شو آئویاگی
شو آئویاگی (青柳 翔 Aoyagi Shō, زادهٔ ۱۲ آوریل ۱۹۸۵) بازیگر ژاپنی زیر نظر کمپانی ال‌دی‌اچ است. او یکی از اعضای گروه گه‌کیدان اکسایل است.